# Umarłe dziecko
Umarłe dziecko (duń. Barnet i Graven) – baśń literacka autorstwa Hansa Christiana Andersena, wydana po raz pierwszy w tłumaczeniu na szwedzki w grudniu 1859 roku.

## Publikacja
Baśń literacka pt. Umarłe dziecko, napisana przez Hansa Christiana Andersena, została po raz pierwszy opublikowana po szwedzku w antologii Nowe nordyckie wiersze i opowieści (szw. Nya Nordiska Dikter och Skildringar af finska, danska, norska och svenska Författare) w grudniu 1859 roku. Zbiór wydany został w Sztokholmie, nakładem Axel Kullberg Forlag. Pierwsze duńskie wydanie ukazało się 9 grudnia 1859 roku w antologii Nowe baśnie i opowieści. Zbiór czwarty (duń. Nye Eventyr og Historier. Første Række. Fjerde Samling. 1860) wydanej w Kopenhadze przez wydawnictwo C. A. Reitzel. Utwór wznawiano jeszcze dwukrotnie za życia pisarza: w grudniu 1867 oraz w grudniu 1870 roku. Autorem pierwszych ilustracji do baśni był Lorenz Frølich. W katalogu dzieł Andersena autorstwa B.F. Nielsena utwór opatrzony jest numerem 793.

## Polskie przekłady
Baśń była szereg razy tłumaczona na język polski z niemieckiego, poza ostatnim tłumaczeniem z duńskiego Bogusławy Sochańskiej:
- 1901 – Dziecię w grobie: Maria Glotz (tłum.): Nowe powieści czarodziejskie Andersena. T. 2. Warszawa. Brak numerów stron w książce
- 1931 – Dziecko w grobie: Stefania Beylin (tłum.): Baśnie. T. 1–6. Warszawa. Brak numerów stron w książce (w wydaniu z 1956 Umarłe dziecko)
- 2006 – Umarłe dziecko: Bogusława Sochańska (tłum.): Baśnie i opowieści. Tom II 1852–1862. Poznań. s. 291–294. ISBN 978-83-7278-194-9.

## Fabuła
Streszczenia dokonano na podstawie oryginalnej wersji duńskiej oraz tłumaczenia B. Sochańskiej.
W domu panuje żałoba po śmierci najmłodszego dziecka, czteroletniego syna, jedynego chłopca. Rodzice mają jeszcze dwie starsze córki. Ojciec jest przygnębiony, a matka pogrąża się w rozpaczy. Matka w bólu mówi, że Bóg nie słucha modlitw matek. Zaczyna wątpić w istnienie życia po śmierci i pogrąża się w beznadziei. Nie zwraca uwagi na męża ani córki, żyjąc tylko wspomnieniami o synu.
W dniu pogrzebu, zmęczona, zasypia, a w tym czasie trumna zostaje zamknięta. Budzi się i chce zobaczyć dziecko, lecz mąż mówi, że to niemożliwe. Pogrzeb przebiega w milczeniu i bólu. Kobieta nie może zasnąć, więc nocą po cichu wychodzi z domu i idzie na cmentarz. Siada przy grobie syna. Pojawia się Śmierć w ludzkiej postaci i pyta ją: „Chcesz zejść do swojego dziecka?”. Kobieta zgadza się i zapada w ziemię, owinięta czarną peleryną Śmierci.
Trafia do wielkiej sali i trzyma w ramionach syna, piękniejszego niż kiedykolwiek. Słyszy muzykę zza czarnej zasłony prowadzącej do krainy wieczności. Syn mówi, że chciałby polecieć do Boga z innymi dziećmi, ale nie może, gdy matka płacze. Matka prosi, by został jeszcze chwilę. Z góry słyszy wołanie męża i szloch córek, przypominając sobie o żyjących dzieciach. Widzi przemijające postacie zmarłych.
Syn mówi, że biją dzwony nieba i wschodzi słońce, po czym znika w świetle. Matka budzi się przy grobie syna, modli się o przebaczenie i odzyskuje spokój serca. Wraca do domu, obdarza rodzinę czułością i mówi, że siłę dał jej Bóg dzięki dziecku, z którym się rozmówiła w zaświatach.

## Galeria

Ilustracje baśni Umarłe dziecko
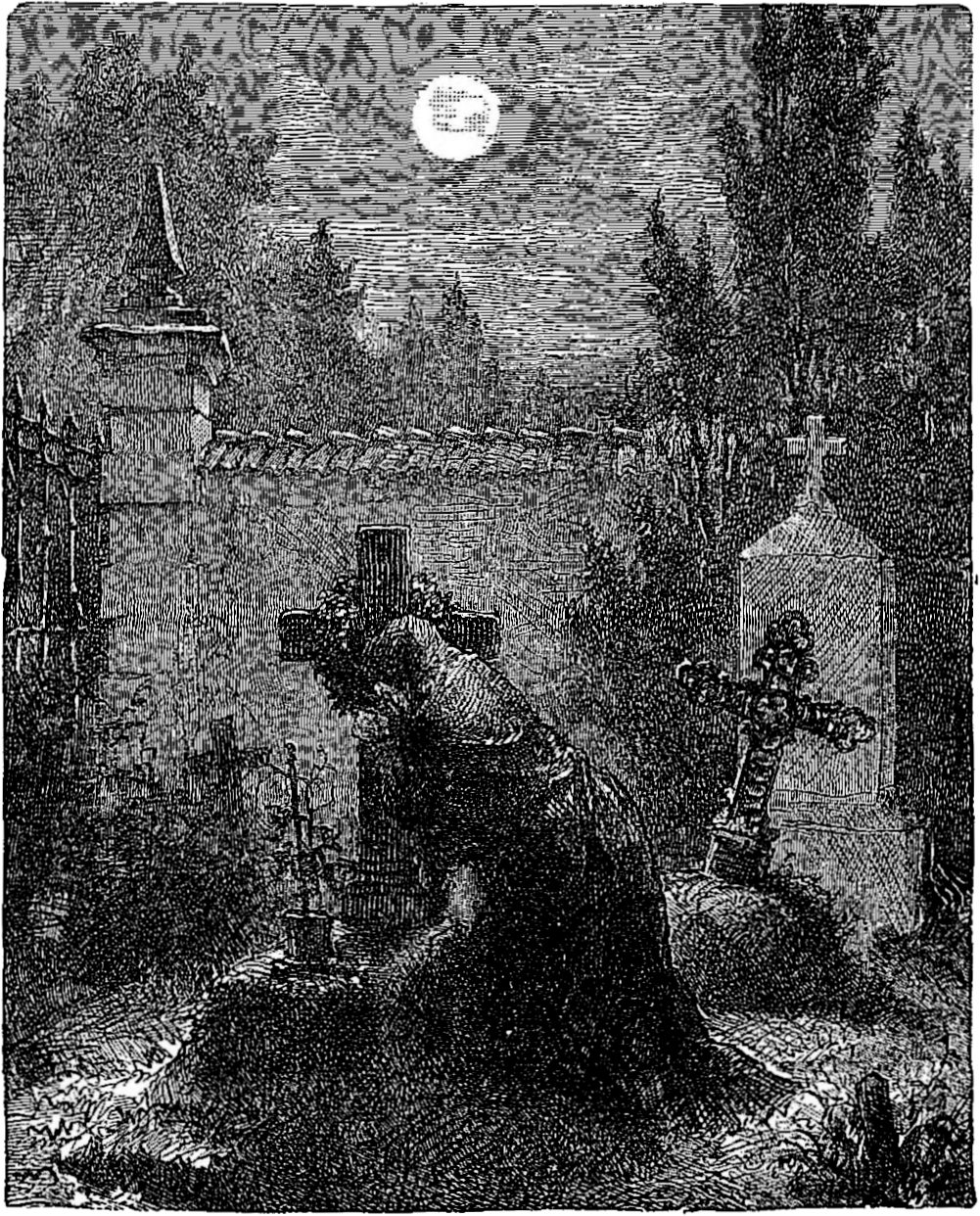
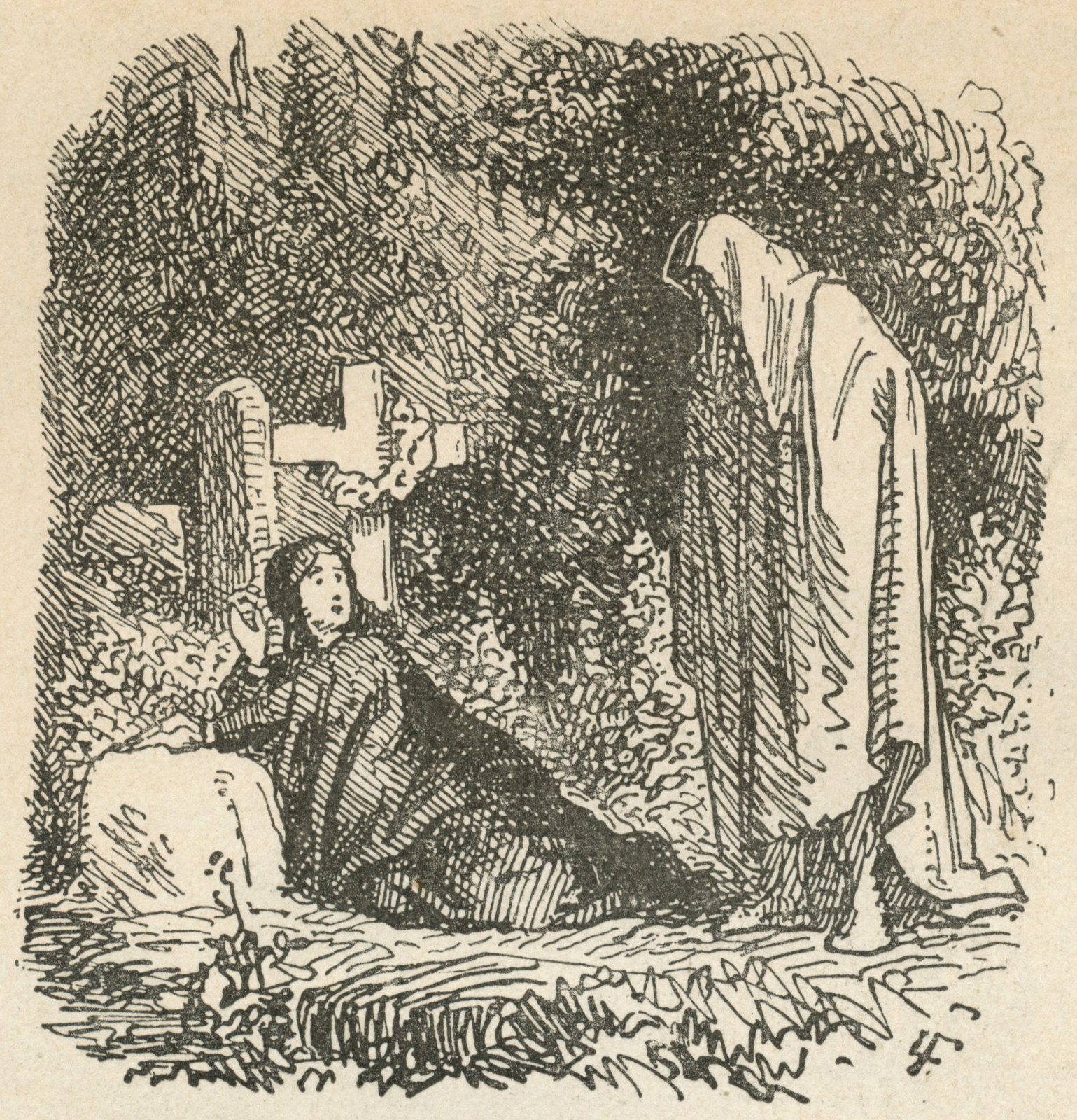
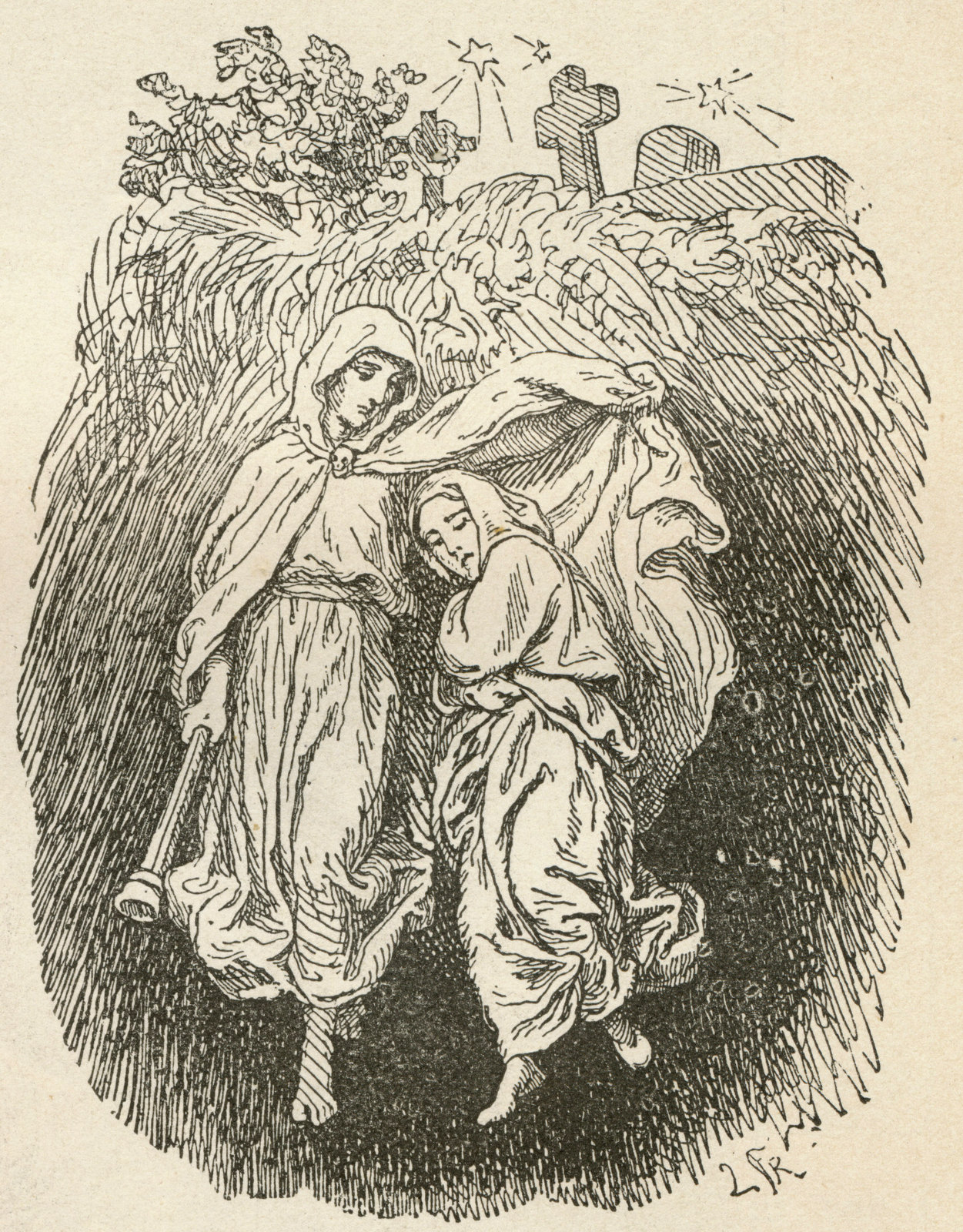
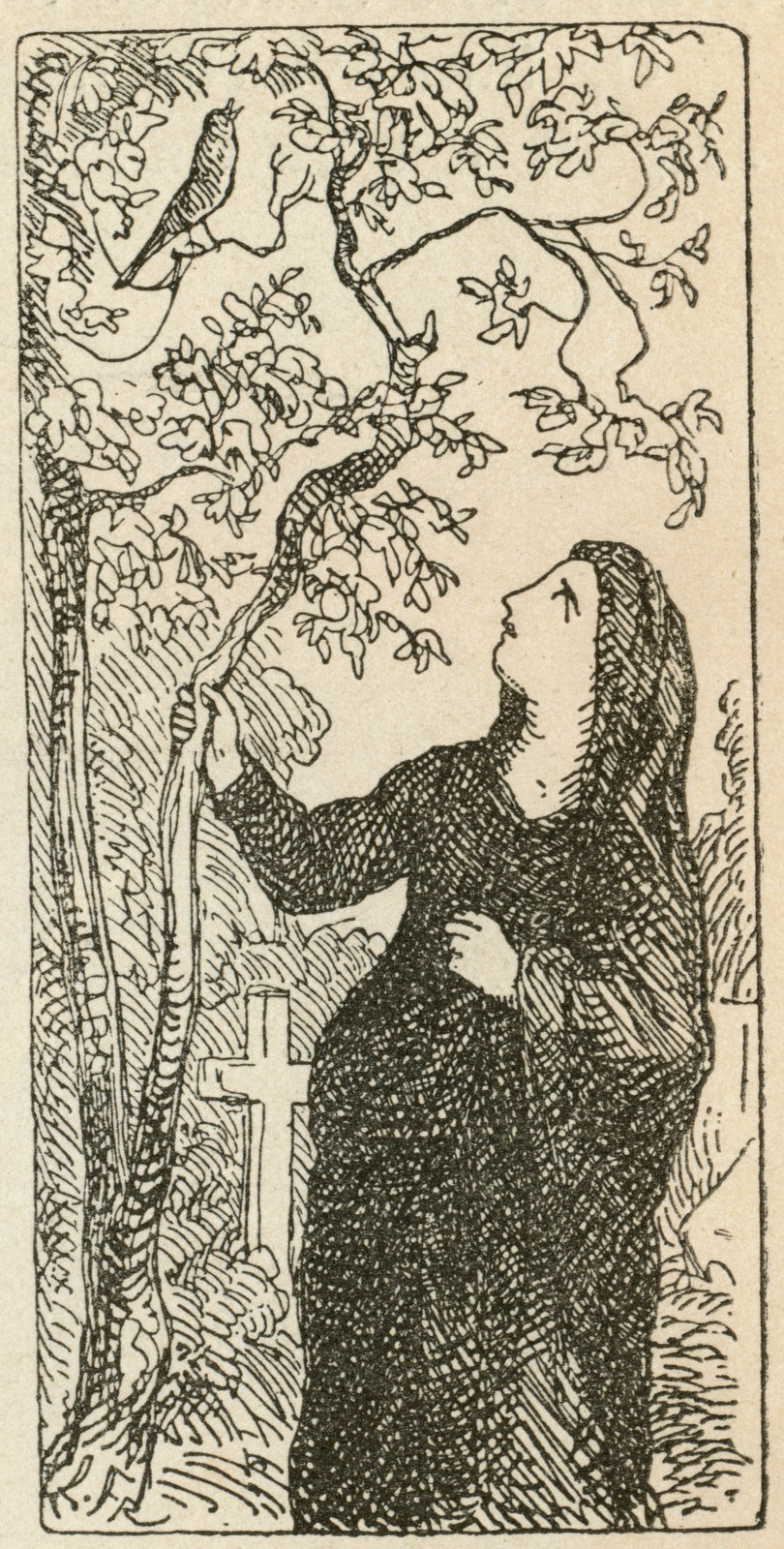